# Cephaloziella kiaeri
Cephaloziella kiaeri là một loài rêu tản trong họ Cephaloziellaceae. Loài này được (Austin) S.W. Arnell miêu tả khoa học lần đầu tiên năm 1952.